# Pasqual Nadeeka Pushpakumara
Pasqual Handi Nadeeka Pushpakumara (* 11. März 1986 in Galle) ist ein sri-lankischer Fußballspieler.

## Verein
Im Verein spielt er mindestens von der Saison 2005/06 bis zur Saison 2007/08 bei Ratnam SC Colombo. Ab der Saison 2010/11 ist für ihn die Zugehörigkeit zum Kader des Police SC Colombo verzeichnet.

## Nationalmannschaft
Der als Stürmer und im Mittelfeld einsetzbare Spieler Pasqual Nadeeka Pushpakumara stand nach Angaben der FIFA bereits in den beiden im Oktober 2007 ausgetragenen WM-Qualifikationsspielen gegen Katars Nationalmannschaft für die sri-lankische Auswahl auf dem Platz. Der Daily Mirror berichtete im Februar 2010, dass der Spieler nunmehr zum Kader der sri-lankischen Fußballnationalmannschaft gehöre. Pasqual Nadeeka Pushpakumara nahm mit der Nationalelf am AFC Challenge Cup 2010 teil. Bei diesem Turnier trug er die Rückennummer 24. 2011 absolvierte er das mit einem 1:1-Unentschieden endende WM-Qualifikationsspiel gegen die philippinische Fußballnationalmannschaft. Im Zeitraum von 2007 bis 2011 stehen für ihn 16 Länderspiele ohne persönlichen Torerfolg zu Buche.